# 克里斯蒂安·赫雷拉
克里斯蒂安·赫雷拉（西班牙語：Cristian Herrera；1991年3月13日—）是一位西班牙足球運動員。在場上的位置是前鋒。現效力於西乙球隊拉科鲁尼亚。他在2013年11月24日首次參加西甲賽事。